# Linia kolejowa 38 Nagyatád – Somogyszob
Linia kolejowa Nagyatád – Somogyszob – linia kolejowa na Węgrzech. Jest to linia jednotorowa, w całości niezelektryfikowana. Łączy stację Somogyszob z Nagyatád.

## Historia
Linia została otwarta w 1893 roku.